# Sclerochiton preussii
Espèce
Synonymes
- Pseudoblepharis preussii Lindau[1]

Statut de conservation UICN

 EN B2ab(v) : En danger
Sclerochiton preussii C.B.Clarke est une espèce de plantes à fleurs de la famille des Acanthaceae  et du genre Sclerochiton, présente en Afrique tropicale.

## Étymologie
Son épithète spécifique preussii rend hommage au botaniste allemand Paul Rudolph Preuss, fondateur du jardin botanique de Limbé.

## Description
C'est un arbrisseau pouvant atteindre 4 m de hauteur.

## Distribution
Assez rare, subendémique, elle est présente au Cameroun dans la Région du Sud-Ouest (mont Koupé) et celle du Sud (parc national de Campo-Ma'an), également au sud-est du Nigeria.